# Robert Steigerwald
Robert Steigerwald (* 24. März 1925 in Frankfurt am Main; † 30. Juni 2016 in Eschborn) war ein deutscher Parteifunktionär der KPD und DKP und marxistischer Philosoph.

## Leben
1943 bis 1945 leistete Steigerwald Reichsarbeitsdienst und Militärdienst als Flugzeugführer bei der Luftwaffe. Nach 1948 folgte ein Studium der Geschichte, Germanistik und Philosophie. Er war zur selben Zeit Jugendfunk-Redakteur bei Radio Frankfurt und Hörspielautor. Er war Mitbegründer und Vorsitzender der SPD-nahen Jugendorganisation Die Falken, von 1945 bis 1948 SPD-Mitglied und SPD-Funktionär. Im Februar 1948 trat er der KPD bei und wurde daraufhin beim Rundfunk entlassen. Steigerwald entschloss sich zu einem zweijährigen Studium an der SED-Parteihochschule „Karl Marx“ in Kleinmachnow; dort war er anschließend Lehrer für Philosophie.
1951 kehrte Steigerwald in die Bundesrepublik Deutschland zurück. Er war als Funktionär der Sozialdemokratischen Aktion (SDA) tätig, einer von der KPD initiierten und finanzierten Organisation, in der abgeordnete Kommunisten und aus der SPD ausgeschlossene Sozialdemokraten arbeiteten. 1953 wurde Steigerwald verhaftet, 1956 mit weiteren Funktionären der inzwischen als kommunistische Tarnorganisation verbotenen SDA wegen Staatsgefährdung (§ 84 StGB) vor Gericht gestellt und vom VI. Strafsenat des Bundesgerichtshofs in Karlsruhe zu dreieinhalb Jahren Gefängnis verurteilt. Nach seiner Entlassung arbeitete er im illegalen Zentralkomitee der KPD. 1968 promovierte er bei Manfred Buhr zum Dr. phil. mit der Arbeit Herbert Marcuses dritter Weg.
Nach Gründung der DKP 1968 gehörte Steigerwald deren Parteivorstand an und war Leiter des Referats Theorie und marxistische Bildung. Er war Vorsitzender der Vereinigung marxistischer Bildungsgemeinschaften der BRD (MAB) und langjähriger Chefredakteur der Marxistischen Blätter. Später zählte er zusammen mit Willi Gerns und anderen zum Herausgeberkreis. 
Bei der Bundestagswahl 1969 war Steigerwald auf der Hessischen Landesliste der ADF an 21. Stelle aufgeführt. Bei den Hessischen Landtagswahlen 1983 und 1987 kandidierte er im Wahlkreis Main-Taunus I, wo er jeweils 0,2 % der gültigen Stimmen erhielt. Erstmals trat er bei den Hessischen Landtagswahlen 1970 im Wahlkreis 30 (Eschborn) als Direktkandidat der DKP an und erhielt 331 Stimmen; vier Jahre später bedachten ihn 366 Wählende mit ihrer Erststimme. Im Jahr 1978 vergaben im selben Wahlkreis 182 Wahlberechtigte ihre Erststimme an Steigerwald.
Steigerwald war einer der theoretischen Vordenker der DKP. Er war Ehrenvorsitzender des Vereins Marx-Engels-Stiftung, Mitglied im wissenschaftlichen Beirat der Bildungsgemeinschaft SALZ e. V. und Autor zahlreicher Schriften und Bücher. Er lebte in Eschborn.
In seinem Nachruf erinnert Manuel Kellner an den Leverkusener Dialog zwischen verschiedenen linken Strömungen, den Robert Steigerwald unterstützt hat.

## Schriften
- Herbert Marcuses dritter Weg. (Dissertation, Deutsche Akademie der Wissenschaften, Berlin), Pahl-Rugenstein, Köln 1969.
- Der „wahre“ oder konterrevolutionäre „Sozialismus“. Was wollen Havemann, Dutschke, Biermann? (= Marxistische Taschenbücher. Reihe: Marxismus aktuell. Band 111). Verlag Marxistische Blätter, Frankfurt am Main 1977, ISBN 3-88012-488-4.
- Bürgerliche Philosophie und Revisionismus im imperialistischen Deutschland. Verlag Marxistische Blätter, Frankfurt am Main 1980, ISBN 3-88012-546-5
- Protestbewegung: Streitfragen und Gemeinsamkeiten. Verlag Marxistische Blätter, Frankfurt am Main 1982, ISBN 3-88012-644-5.
- Einführung in die marxistische Philosophie. 5., durchgesehene Auflage, Edition Marxistische Blätter, Düsseldorf 1987, ISBN 3-88501-059-3.
- Sind wir Sklaven der Natur? Die Inanspruchnahme der Biologie durch den Konservatismus. Edition Marxistische Blätter, Düsseldorf 1988, ISBN 3-88501-079-8.
- Materialistische Philosophie. Eine Einführung für junge Leute. 6., überarbeitete und erweiterte Auflage, Neue-Impulse-Verlag, Essen 1996, ISBN 3-910080-06-5.
- Abschied vom Materialismus? Zur Antikritik heutiger Materialismuskritik GNN-Verlag, Schkeuditz 1999, ISBN 3-89819-012-9.
- Kommunistische Stand- und Streitpunkte. GNN-Verlag, Schkeuditz 2002, ISBN 3-89819-131-1.
- Postmoderne ist neue Melodie zu altem Text. In: Hermann Kopp und Werner Seppmann (Hrsg.): Gescheiterte Moderne? Zur Ideologiekritik des Postmodernismus. Neue-Impulse Verlag, Essen, 2002 Download als E-Book
- Unten, wo das bürgerliche Leben... : über Philosophie und Philosophen. (Vermischte Schriften in drei Bänden), Kulturmaschinen Edition Philosophie, Berlin 2009, ISBN 978-3-940274-10-6.
- Des Pudels Kern. Über Literatur und Philosophie. (Vermischte Schriften in drei Bänden), Kulturmaschinen Edition Philosophie, Berlin 2010, ISBN 978-3-940274-11-3.
- So steht es nicht im Geschichtsbuch. Aufsätze zu sozialistischer und bürgerlicher Politik. (Vermischte Schriften in drei Bänden), Kulturmaschinen Edition Philosophie, Berlin 2010, ISBN 978-3-940274-12-0.
- Wirkliche und konstruierte Marxismus-Probleme. Kulturmaschinen, Berlin 2011, ISBN 978-3-940274-33-5.
- Zusammen mit Ekkehard Lieberam und Manuel Kellner (Hrsg.): Reform und Revolution. Laika-Verlag, Hamburg 2013.
- Mit Hegel, Marx und Lenin über Marx hinaus. Kulturmaschinen, Berlin 2013, ISBN 978-3-940274-57-1.

## Filme
- Die Staatsfeinde – Kalter Krieg und alte Nazis Regie: Daniel Burkholz, Sybille Fezer (Deutschland, 2018, 72 min.)